# Woo-Hoo Dunnit?
Woo-Hoo Dunnit?, titulado ¿Quién lo hizo? en Hispanoamérica y ¿Quién ha sido? en España, es el vigesimosegundo y penúltimo episodio de la trigésima temporada de la serie animada Los Simpson, y el episodio 661 de la serie en general. Se emitió en Estados Unidos en Fox el 5 de mayo de 2019.

## Argumento
"Dateline: Springfield" ("Lugar y fecha: Springfield" en Hispanoamérica), una serie documental sobre el crimen, entrevista a la familia Simpson después de que Marge y Lisa regresen a casa y descubran que falta el fondo universitario de Lisa de $670.42, escondido en una lata de limpiador de cocina debajo del fregadero. Se llama a la policía y el jefe Wiggum y Lou investigan, pero cuando el narrador dice que la sospecha se volvió hacia la familia Simpson, Marge se enoja con las acusaciones, e insiste en que quien robó el dinero dejó una bebida en la mesa sin un portavasos, dejando un anillo sobre la mesa, que ella hace hincapié en que todos se vayan con sus bebidas.
Una llamada a la policía hecha por Helen Lovejoy lleva a Marge a la parte superior de la lista de sospechosos, acusándola de usar el dinero para su problema de juego, aunque las cámaras de vigilancia muestran que, aunque fue al casino, resistió la tentación y caminó. fuera. La siguiente persona en la lista de sospechosos es Homer, debido a que su ficha sobre Moe fue cortada. La policía especula que cuando Homer se emborrachó, tropezó en su casa, se cayó y se comió algunos restos de espagueti, y luego al tropezar con el dinero en la taza del limpiador, usó el limpiador para limpiar la cocina y usó el dinero para pagar la cuenta. Con el engaño de conceder la admisión a una fiesta de observación del Super Bowl a cambio de un par de pantalones, los policías recuperan los pantalones de Homer, pero no encuentran evidencia de dinero en ellos. "Dateline: Springfield" mira al Sr. Burns a continuación, pero con él siendo multimillonario, $600 no habrían sido nada. Luego, Moe acusa directamente a Homer, pero la policía descubre que Homer tiene una coartada: había hecho una llamada de seis horas esa noche a Disco Stu por error; y había limpiado la cocina sin el limpiador lamiéndola en el proceso.
El próximo sospechoso es Bart, a quien Milhouse acusa de comprar limo verde con el dinero. Bart sabía del dinero debajo del fregadero, pero siempre devolvía lo que pedía prestado. Luego es visto como el autor intelectual detrás de la producción de limo verde (a la Breaking Bad), en la Escuela Primera de Springfield. Pero cuando el precio de mercado cayó, vendió su inventario restante del limo verde a Jeff Albertson y volvió a poner el dinero en la lata, filmando esto en caso de que la policía no lo creyera.
La última sospechosa de la familia es Lisa, a quien Martin acusa porque quería un nuevo saxofón. Van a la tienda de música de King Toot y él muestra una cinta de Lisa probando un nuevo saxofón barítono durante más de 14 horas, pero ella no lo compró, Krusty el payaso lo compró antes de que tuviera la oportunidad. La coartada de Lisa es que Marge la llevó a un tutor de rayuela, para vergüenza de Lisa. Con todos los sospechosos desaparecidos, Homer y Marge patean a "Dateline: Springfield" y obligan a la tripulación a disculparse por sus inconvenientes, dejando el misterio sin resolver.
Se ve a Marge y Homer viendo el documental, y Marge coloca un portavasos que inventó bajo la bebida de Homer. Cuando menciona casualmente que quiere comenzar un negocio con los portavasos, que cuesta $0,65 cada una, Homer se da cuenta de que Marge fue la culpable, robando el dinero para invertir en el negocio y negándolo todo el tiempo. Homer llama a los niños abajo, preparándose para decirles la verdad, pero cuando Marge compara las visitas de Homer a la taberna de Moe con las aventuras de la vida y admite que quiere algo similar para su negocio, él cambia de opinión, cubre a Marge y miente a los niños, diciendo que las ratas se comieron el dinero gracias a que el abuelo deja el gabinete abierto, y luego va a la playa y disfruta de un paseo con Marge.
Mientras tanto, en el estudio, el narrador pierde la voz después de discutir sobre el final no resuelto del programa y recibe un trasplante de cuerdas vocales de una oveja.

## Recepción
Dennis Perkins de The A.V. Club le dio al episodio una clasificación A-, indicando que "'Woo-Hoo Dunnit?' cae en algún lugar entre "sólido" y "sublime", pero el hecho de que incluso esté en la conversación es una delicia. Al igual que '22 for 30', el episodio rompe el estilo de narración habitual cuando se enfoca un lente documental en la familia. Inteligentemente concebido, muy tramado, excepcionalmente actuado por todos y, lo que es más importante, fiel a los personajes, incluso cuando son arrojados fuera de su zona de confort, es uno de esos episodios de Simpson de última hora que nutre algo como la esperanza. Es tremendo".
"Woo-Hoo Dunnit?" obtuvo un índice de audiencia de 0.7 con un 4 de share y fue visto por 1.79 millones de espectadores.